# Грибова, Валерия Викторовна
Валерия Викторовна Грибова (род. 4 апреля 1965 года) — российский учёный в области искусственного интеллекта, член-корреспондент РАН (2022).

## Биография
Родилась 4 апреля 1965 года.
В 1989 году — окончила Ленинградский политехнический институт.
В 1998 году — защитила кандидатскую диссертацию.
В 2007 году — защитила докторскую диссертацию, тема: «Автоматизация проектирования, реализации и сопровождения пользовательского интерфейса на основе онтологического подхода».
В 2022 году — избрана членом-корреспондентом РАН от Отделения нанотехнологий и информационных технологий.
В настоящее время — заместитель директора по научной работе Института автоматики и процессов управления ДВО РАН.

## Научная деятельность
Специалист в области фундаментальных основ создания прикладных и инструментальных систем искусственного интеллекта.
Автор и соавтор 314 научных работ.
Профессор Дальневосточного федерального университета, Владивостокского государственного университета экономики и сервиса.

### Научно-организационная деятельность
- вице-президент Российской ассоциации искусственного интеллекта;
- член-корреспондент Академии инженерных наук имени академика А. М. Прохорова (2016);
- член ITHEA (The Institute for Information Theories and Applications FOI ITHEA® is an international nongovernmental organization functioning since 2002 year);
- эксперт аналитического центра при Правительстве РФ, эксперт РФФИ, РГНФ, РНФ, ФГБНУ НИИ РИНКЦЭ;
- учёный секретарь Объединённого ученого совета ДВО РАН по физико-математическим и техническим наукам;
- член Диссертационных Советов Д 005.007.01, Д 005.007.02 по защите докторских диссертаций при ИАПУ ДВО РАН.

### Член редколлегий журналов
- «Врач и информационные технологии»
- «Информатика и системы управления»
- «Информационные и математические технологии в науке и управлении»
- «Искусственный интеллект и принятие решений»
- «Онтология проектирования»
- «Information Theories & Applications»
- «Information Models & Analyses»

## Награды
- Благодарность Президента Российской Федерации (26 февраля 2024 года) — за большой вклад в развитие отечественной науки, многолетнюю плодотворную деятельность и в связи с 300-летием со дня основания Российской академии наук[2].